# Ambassade de Syrie aux États-Unis
L'ambassade de Syrie aux États-Unis est la représentation diplomatique de la Syrie aux États-Unis. Elle est située au 2215 Wyoming Avenue, à Washington, D.C., la capitale du pays.

## Architecture
Le bâtiment de l'ambassade est connu pour avoir été la maison de l'ancien président américain William Howard Taft, qui y est mort le 8 mars 1930 ; il avait vécu dans cette maison pendant neuf ans. Celle-ci fut construite en 1911 sur les plans de l'architecte Appleton P. Clark, Jr.

## Histoire
En 2011, dans le contexte de la guerre civile syrienne, les deux pays rappellent respectivement leurs ambassadeurs. En 2014, les États-Unis reconnaissent la Coalition nationale des forces de l'opposition et de la révolution comme interlocuteur diplomatique.

## Ambassadeurs de Syrie aux États-Unis
- 1945-1947 : Nazem Koudsi
- 1947-1952 : Fayez al-Khoury
- 1952-1957 : Farid Zayn Al-Din
- 1961-1964 : Omar Abu Risha
- 1974-1981 : Sabah Qabbani
- 1981-1986 : Rafic Jouejati
- 1990-2000 : Walid Mouallem
- 2000-2003 : Rustum Al-Zubi
- 2004-2011 : Imad Moustapha

## Sources
- (en) Cet article est partiellement ou en totalité issu de l’article de Wikipédia en anglais intitulé « Embassy of Syria, Washington, D.C. » (voir la liste des auteurs).